# 차라역
차라역(이탈리아어: Zara)은 밀라노 지하철의 3호선과 5호선이 만나는 환승역으로, 밀라노 코무내 내의 차라 대로 (Viale Zara)에 위치해 있다.

## 역사
1995년 12월 16일에 3호선 역이 먼저 문을 열었고, 2003년 12월 8일 마차키니 역이 문을 열기까지 3호선의 상행 종착역이었다.
2013년 2월 10일 5호선의 차라 - 비냐미 구간이 처음으로 개통되면서 5호선 역이 문을 열었고, 2014년 3월 1일에 가리발디 FS 역까지 연장되기 전까지 5호선의 하행 종착역이자 다른 노선으로 갈아탈 수 있는 유일한 환승역으로 운행되었다.

## 환승
역 근처에 ATM가 운영하는 트램, 트롤리버스, 버스 정류장이 있다.
또한 건물 부근에는 에어풀맨 (AirPullman)이 운영하는 도시간 버스 노선의 정류장이 있다.
- 트램 정거장 (Zara M3, 7번, 31번)
- 트롤리버스 정류장 (Zara M3, 90, 91, 92번)
- 버스 정류장

## 시설
이 역에는 다음과 같은 시설이 있다.
- 장애인 승객을 위한 승차 시설
- 엘레베이터
- 에스컬레이터
- 승차권 자동 판매기
- 역 감시카메라